# Їдзін (футбольний клуб)
Їдзін (англ. Yeedzin Football Club) — бутанський футбольний клуб з міста Тхімпху, який виступає у Національній лізі Бутану, вищому дивізіоні національного чемпіонату. Заснований 2002 року, у своєму дебютному сезоні в B-Дивізіоні команда виграла турнір та здобула путівку до A-Дивізіону, де виступала протягом решти періоду свого існування. У 2008 році вперше виграла A-Дивізіон, загалом же чотири рази ставала переможцем вище вказаного турніру.  У сезонах 2012 та 2013 рока «Їдзін» також кваліфікувався для участі в Національній лізі Бутану, в якій став першим переможцем турніру (2012). Клуб чотири рази представляв Бутан у Кубку президента АФК, аналогічним досягненням відзначився лише «Транспорт Юнайтед». Проте успіхи в національних турнірах команді невдалося підкріпити успішними виступами на континентальному рівні, в чотирьох розіграшах Кубку президента АФК команда посідала останнє місце за підсумками групового етапу, програвши всі матчі й відзначилися лише 5-ма голами. «Їдзін» вважався одним з найбагатших футбольних клубів країни.

## Історія

### 2002—2008
У 2002 році «Їдзін» заснував Джигме Норбу, у перший же рік свого існування команда виступала в B-Дивізіоні. Під час групового етапу вони виграли чотири зі своїх п'яти матчів, програвши лише клубу «Рігжунг», який на одне очко випередив «Їдзін». Разом з «Друк Юнайтед» та «Шаркс», які пройшли кваліфікацію з іншої групи, вони вийшли у півфінал. У півфіналі «Їдзін» обіграв «Друк Юнайтед», але в вирішальному поєдинку поступився з рахунком 3:5 (основний час — 1:1) «Рігжунгу». Однак обидва фіналісти вишли до A-Дивізіону на наступний сезон. Перший задокументований виступ «Їдзіна» в турнірі припав на сезон 2003 року, де вони фінішували на шостому місці з десяти команд-учасниць. У вище вказаному сезоні небагато результатів матчів, а для «Їдзіна» — жодного, але відомо, що вони або виграли три, одного разу зіграли внічию  й програли чотири з восьми своїх поєдинків, або виграли два, зіграли в нічию чотири та програли два матчі. Невідомо, де команда фінішувала в чемпіонаті наступного сезону, але вочевидь, вони завершили сезон поза межами першої четвірки А-дивізіону 2004. Однак відбулися плей-оф змагання для всіх клубів А-дивізіону, в яких «Їдзін» займав друге місце, програвши «Друку Полу» у фіналі.
У 2005 році «Їдзін» продемонстрував найкращий на сьогодні результат, фінішувавши на третьому місці, поступившись одним очком переможцю чемпіонату «Транспорт Юнайтед», та програвши за різницею забитих та пропущених м'ячів срібному призеру, «Друк Полу», але на 14 очок випередив четверту найкращу команду турніру «Друк Старз». Після чотирьох із дванадцяти матчів вони очолили таблицю, отримавши три перемоги та нічию, у тому числі й перемогу (4:0) над «Транспорт Юнайтед». Однак по завершенні першої частини чемпіонату опустилися на друге місце, відставши на два очки від «Друк Пола», але все одно випереджали «Транспорт Юнайтед» за кращою різницею забитих та пропущених м'ячів. Статус-кво зберігався до останньої гри сезону, де «Їдзін» втратив титул, програвши на виїзді з рахунком 1:2 «Транспорт Юнайтед». Також вони програли в Чемпіоншипі на вибування А-Дивізіону, поступившись у серії післяматчевих пенальті (1:3) «Друк Полу». Про наступний сезон дані обмежені, відомо лише, що вони не фінішували ні на першому, ні на третьому, ні на четвертому місці, поступившись з рахунком 1:4 RIHS. Про сезон 2007 року доступно трохи більше даних, «Їдзін» фінішував на четвертому місці з 23 очками, випередивши «Королівську армію Бутану», але поступилася чемпіону «Транспорт Юнайтед», «Друк Пол» та «Друк Старз» у сезоні, який включав перемогу (15:0) над RIHS, коли суперники виставили лише дев’ять польових гравців. Наступного сезону «Їдзін» показав найкращі результати на сьогоднішній день, вигравши як лігу, так і кубок. Вони завершили сезон чемпіонату непереможеним, на чотири очки випередивши на «Транспорт Юнайтед», який програв лише в двох поєдинках, включаючи нічию (1:1) з «Чоденом», команда Бутана U-19, водночас обігравши «Рігжунг» (20:0) у другій половині сезону. «Їдзін» виграв Нокаут-турнір А-Дивізіону 2008 року, перемігши з рахунком 4:3 у фіналі «Королівську армію Бутану».

### 2009
Однак, незважаючи на те, що забив більше м'ячів, ніж будь-яка інша команда, і більше ніж нижча половина таблиці забила разом взяти, та з рахунками 10:2, 20:0 та 16:1 обіграли «Рігжунг» та «Друк Атлетик» двічі відповідно, вони все ж не змогли захистити чемпіонський титул у сезоні 2009 року, програвши три гри протягом усього сезону та закінчив п'ять очок позаду «Друк Старз», який закінчив сезон без поразки. «Їдзін» також невдало в Клубному кубку Чемпіоншипу. Незважаючи на перемогу над «Нангпою» з рахунком 12:0 у чвертьфіналі та «Чоденом» з рахунком 4:1 у півфіналі, у фіналі вони програли з рахунком «Друк Старз» з рахунком 0:1, віддзеркалюючи досягнення клубу в попередньому сезоні.
2009 рік був також першим сезоном, коли «Їдзін» представляв Бутан у континентальних змаганнях, їх перемога в попередньому сезоні в національному чемпіонаті означає, що вони були нагороджені місцем Бутану в Кубку президента АФК 2009 року. Бутанський колектив потрапив до групи C, разом з киргизьким «Дордой-Динамо», бірманським «Канбауза» та камбоджийським «Пномпень Кроун». Матчі групового етапу проходили в Бішкеку, у всих трьох матчах бутанський клуб програв. «Їдзін» пропустив 14 м'ячів, а забив — 3 (Пема Чопел, Джигме Тензін та Тчепудла).

### 2010—2011
Наступного сезону «Їдзін» знову провів сезон без жодної поразки, випередивши на дев'ять очок «Друк Пола» та виграв свій другий чемпіонат, втративши очки лише в нічийному (0:0) матчі проти «Друк Пола». Завдяки чемпіонству зайняв місце Бутану в Кубку президента АФК 2011 року.
Деталі сезону 2011 знову мінімальні, хоча відомо, що «Їдзін» продовжив свій внутрішній успіх, вигравши другий поспіль титул і третій загалом, у скорочений сезоні, коли їх А-дивізіон проводився в форматі одного колу в очікуванні початку нових змагань національної ліги, які в підсумку були скасовані. Вони також брали участь у Кубку президента АФК 2011 року і були розіграні в групі Б на груповому етапі разом з Істіклолом з Таджикистану, «Яданарбон» з М'янми та «Джабал Аль-Мукабером» з Палестини. Усі матчі проводилися в Янгон в М'янми. Повторивши кампанію 2009 року, вони знову зазнали поразку у всіх трьох матчах, цього разу, не зумівши забити жодного м'яча, і знову не пройшли в наступний раунд.

### 2012
Наступний сезон розпочався невдало. Незважаючи на дві важкі поразки від «Нангпи» 0:12 та 0:16, «Їдзін» двічі зазнав поразки від «Друк Полу» та двічі зіграв внічию з «Зімдрою» (тепер відомий як «Тхімпху Сіті»), щоб закінчити позаду цих двох вище вказаних команд на третьому місці, а «Друк Пол» взяв титул А-Дивізіону. Однак цього було достатньо для кваліфікації до першого розіграшу Національної ліги Бутану. Ця нова ліга була повноцінним національним змаганням, тоді як колишній А-Дивізіон номінально називався Національною лігою у період між 2001 і 2003 роками, на практиці це була ліга для команд, які базуються в Тхімпху. «Їдзін» кваліфікувався разом з «Друк Полом» та «Зімдрою», до них приєднався «Пхуенчхолінг», всі вони представляючи дзонгхаг Чуха, «Самце» представляв дзонгхаг Самце та «Уг'єн Академі», який представляв дзонгхаг Пунакха. Команда, яка представляла дзонгхаг Сарпанг, також мала ввійти, але, мабуть, не ввійшла. «Їдзін» виступив у змаганнях з сильними результатами, закінчивши лігу після десяти матчів без жодної поразки та пропустив лише п'ять м'ячів. Чемпіонство «Їдзін» оформив після перемоги (2:1) над «Друк Пола», випередивши за кращою різницею забитих та пропущених м'ячів «Друк Полу» на чолі з Джигеля Уг'єна Вангчука, отримавши 400 000 нгултрумів. Незважаючи на те, що вони втратили титул у А-Дивізіоні, оскільки цей конкурс тепер є лише відбором до нової національної ліги, «Їдзін» виграв третій поспіль чемпіонат країни. Вперше команда досягла цього після «Транспорт Юнайтед» у 2006 року, вдруге в історії бутанського футболу.
На додаток до їхнього внутрішнього успіху, виграш у чемпіонаті в попередньому сезоні також означав, що вони отримали місце Бутану в Кубку президента АФК 2012 року, вдруге поспіль, коли вони брали участь у турнірі, і третій загалом. «Їдзін» потрапив до групи Б разом із «Дордоєм» (Бішкек) з Киргизстану, непальським «Поліс Клаб» та «Пномпень Кроун» з Камбоджі. Вони поїхали до Пномпеня, де мали відбутися всі ігри групи Б, але знову виступ «Їдзіна» був невтішним, оскільки вони втретє програли всі три матчі та пропустили 23 м'ячі, що є їх найгіршим виступом в обороні на сьогодні. Однак, на відміну від минулорічного турніру, вони змогли забити два голи (Ченчо Г'єлчен та Церінг Вангді), програвши «Дордою» (Бішкек) з рахунком 2:11.

### 2013-2014
«Їдзін» зміг відвоювати титул у А-Дивізіону в сезоні 2013 року, потрапили до другого розіграші Національної ліги на першому місці після майже ідеального шляху, втративши очки лише в нічийному (0:0) поєдинку проти майбутніми віце-чемпіонами «Тхімпху Сіті», відзначився 27 голами у своїх восьми матчах, включаючи перемогу над «Друк Юнайтед» з рахунком (10:2). Також команда не зазнала жодної поразки в Національнальній лізі, таким чином вперше в історії бутанського футболу місцевий клуб не програв жодного матчу як в А-Дивізіоні, так і в Національній лізі. Зігравши 5 разів внічию, поступилися чемпіонським титулом «Уг'єн Академі», через що не змогли зайняти квоту Бутану в Кубку Президента АФК, вперше за попередні три роки. Однак, оскільки вони виграли попередні змагання у Національній лізі, вони таки третій рік поспіль представляли Бутан у Кубку президента АФК 2013 року.
У вище вказаному турнірі «Їдзін» потрапив до групи Б, вдруге постпіль разом з бішкекським «Дордоєм», окрім цього іншими суперниками бутанського клубу стали філіппінський «Глобал» та пакистанський КРЛ. Всі матчі у групі Б проходили в філіппінському місті Себу. Проте бутанський клуб знову виступив невдало, програв всі три матчі й не зміг відзначитися жодним голом у воротах вище вказаних суперників. У 2014 році, після найгіршого у власній історії виступу в Лізі Тхімпху, команду розформували. «Їдзін» здобув три перемоги та двічі зіграв внічию, посів 6-те місце й вперше не зміг кваліфікуватися до Національної ліги. Окрім цього, оскільки в попередньому сезоні вони програли Національну лігу «Уг'єн Академі», то не змогли взяти участь у розіграшві Кубку Президента АФК. У 2016 році, через фінансові проблеми, клуб розформували.

## Досягнення
- Національна ліга Бутану
  -  Чемпіон (1): 2010[3]
- А-Дивізіон Національної ліги Бутану
  -  Чемпіон (1): 2008[3]
- Клубний чемпіоншип Бутану
  -  Чемпіон (1): 2008[3]
- Зимовий чемпіоншип Бутану
  -  Чемпіон (1): 2006
- А-дивізіон Бутану
  -  Срібний призер (2): 2006, 2008[3]
  -  Бронзовий призер (1): 2004, 2005[16].

## Статистика виступів у Кубку президента АФК
- Кубок президента АФК (4 виступи):

2009: 4-те місце на груповому етапі
2011: 4-те місце на груповому етапі
2012: 4-те місце на груповому етапі
2013: 4-те місце на груповому етапі